# Draft NBA 2017
Il Draft NBA 2017  si è svolto il 23 giugno 2017 al Barclays Center di Brooklyn, New York. Il sorteggio per l'ordine delle chiamate è stato effettuato il 17 maggio 2017.
La prima scelta del Draft è stata effettuata dai Philadelphia 76ers che selezionarono Markelle Fultz.

## Giocatori scelti al 1º giro

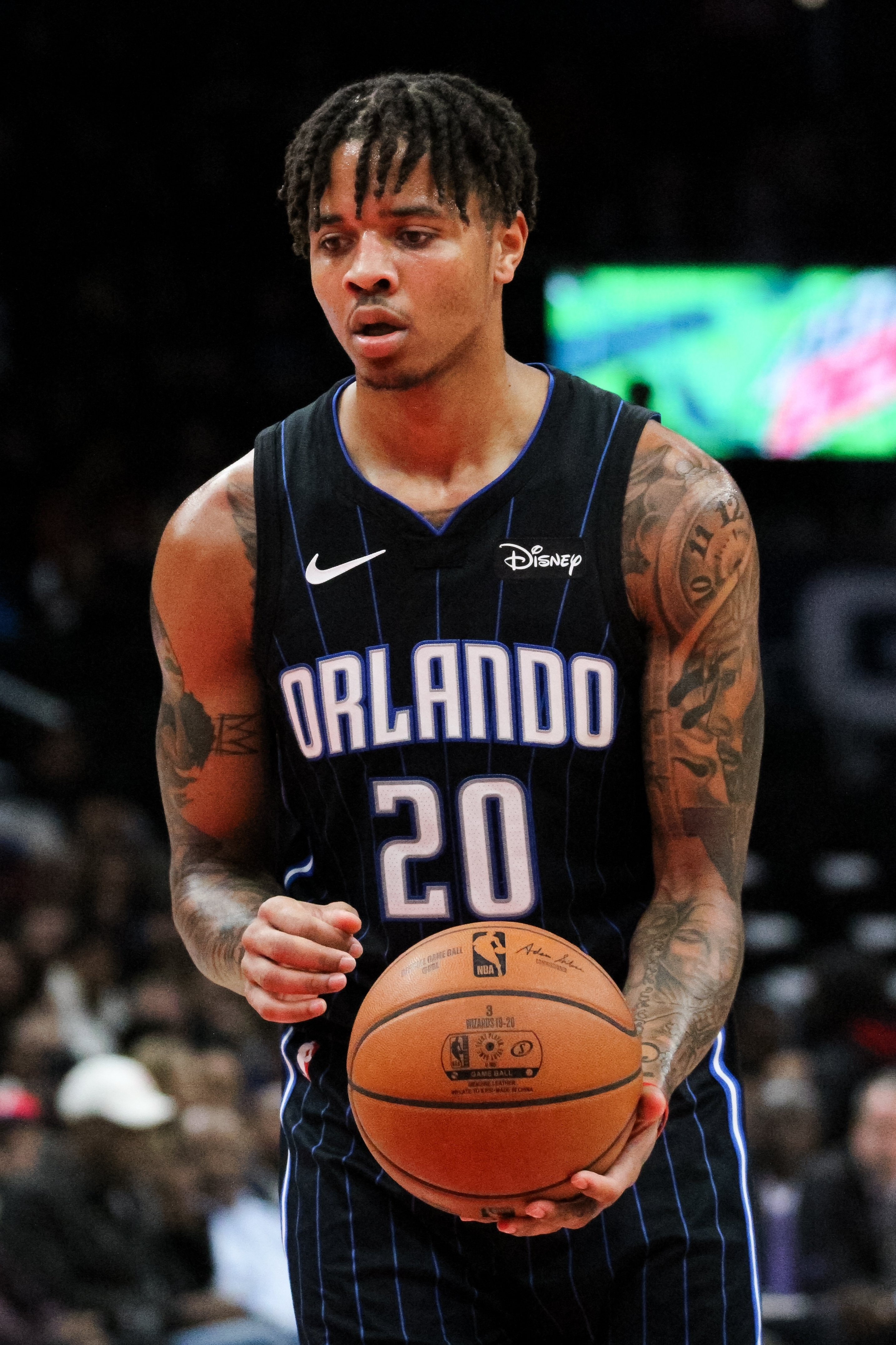
Markelle Fultz prima scelta assoluta del draft.

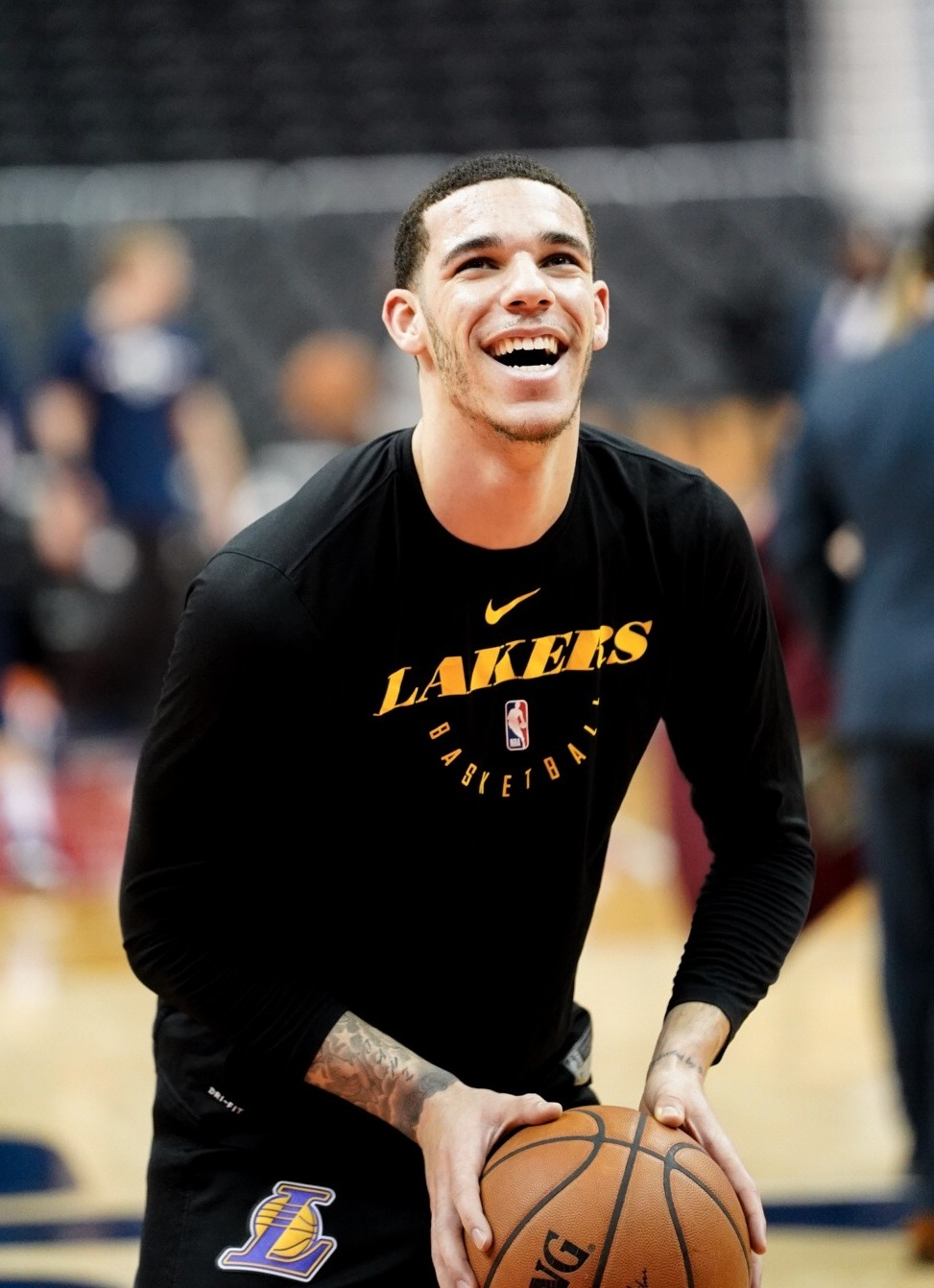
Lonzo Ball seconda scelta assoluta del draft.

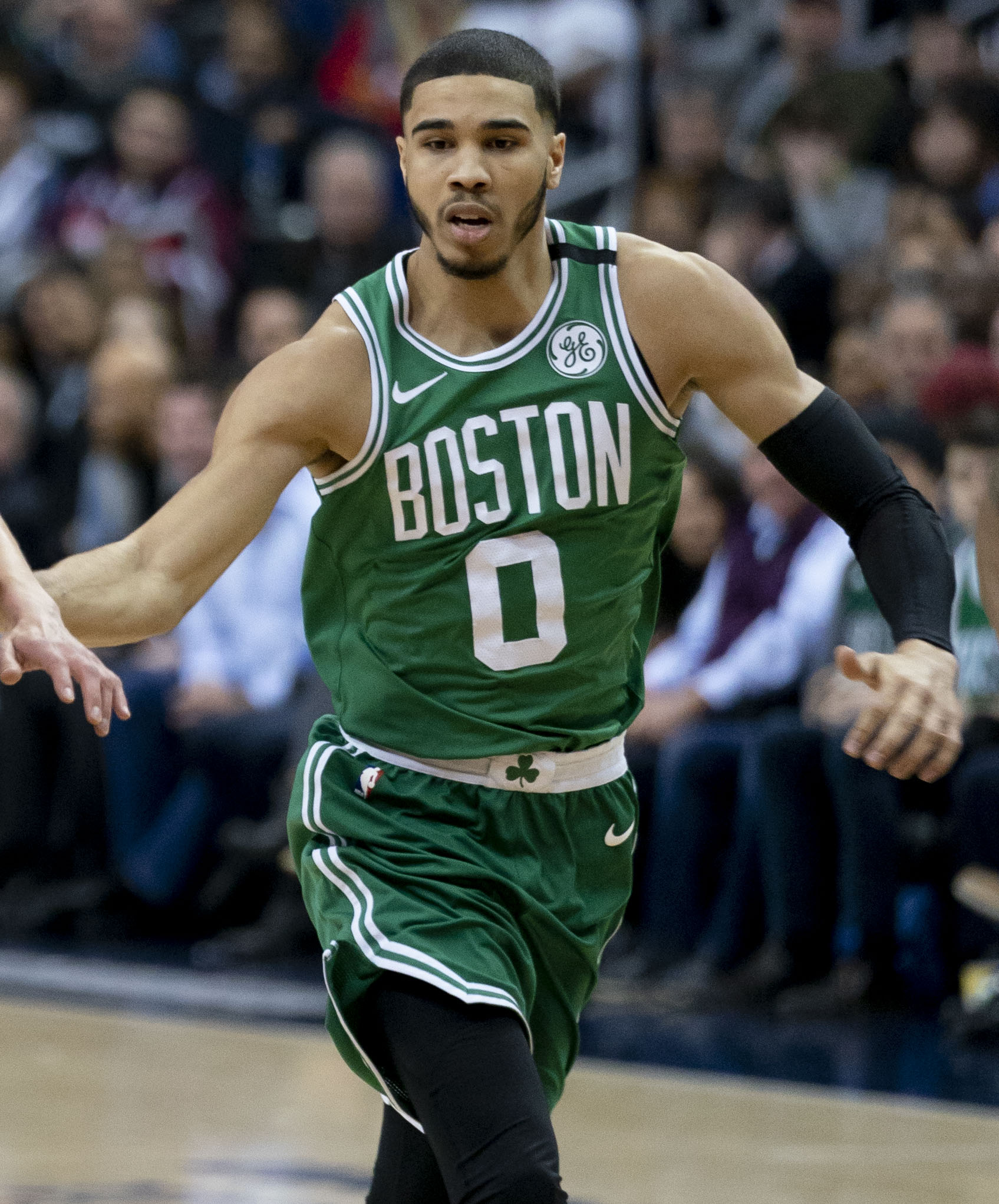
Jayson Tatum terza scelta assoluta del draft.

|  | Indica un giocatore che è stato inserito nella Naismith Memorial Basketball Hall of Fame                 |
|  | Indica un giocatore che è stato selezionato per almeno un All-Star Game ed è inserito in un All-NBA Team |
|  | Indica un giocatore che è stato selezionato per almeno un All-Star Game                                  |
|  | Indica un giocatore che è stato inserito in almeno un All-NBA Team                                       |
|  | Indica un giocatore che non ha mai giocato una partita in NBA                                            |

| Scelta | Giocatore         | Ruolo | Nazionalità         | Squadra NBA         | Provenienza          |
| ------ | ----------------- | ----- | ------------------- | ------------------- | -------------------- |
| 1      | Markelle Fultz    | P     | Stati Uniti         | Philadelphia 76ers  | Washington Huskies   |
| 2      | Lonzo Ball        | P     | Stati Uniti         | L.A. Lakers         | UCLA Bruins          |
| 3      | Jayson Tatum      | AP    | Stati Uniti         | Boston Celtics      | Duke Blue Devils     |
| 4      | Josh Jackson      | AP    | Stati Uniti         | Phoenix Suns        | Kansas Jayhawks      |
| 5      | De'Aaron Fox      | P     | Stati Uniti         | Sacramento Kings    | Kentucky Wildcats    |
| 6      | Jonathan Isaac    | A     | Stati Uniti         | Orlando Magic       | Fl. State Seminoles  |
| 7      | Lauri Markkanen   | AG    | Finlandia           | Chicago Bulls       | Arizona Wildcats     |
| 8      | Frank Ntilikina   | P     | Francia             | N.Y. Knicks         | Strasburgo           |
| 9      | Dennis Smith      | P     | Stati Uniti         | Dallas Mavericks    | NCSU Wolfpack        |
| 10     | Zach Collins      | C     | Stati Uniti         | Portland T. Blazers | Gonzaga Bulldogs     |
| 11     | Malik Monk        | G     | Stati Uniti         | Charlotte Hornets   | Kentucky Wildcats    |
| 12     | Luke Kennard      | G     | Stati Uniti         | Detroit Pistons     | Duke Blue Devils     |
| 13     | Donovan Mitchell  | G     | Stati Uniti         | Utah Jazz           | Louisville Cardinals |
| 14     | Bam Adebayo       | AC    | Stati Uniti         | Miami Heat          | Kentucky Wildcats    |
| 15     | Justin Jackson    | AP    | Stati Uniti         | Portland T. Blazers | N. Carol. Tar Heels  |
| 16     | Justin Patton     | C     | Stati Uniti         | Minnesota T'wolves  | Creighton Bluejays   |
| 17     | D.J. Wilson       | AG    | Stati Uniti         | Milwaukee Bucks     | Michigan Wolverines  |
| 18     | T.J. Leaf         | AG    | Israele Stati Uniti | Indiana Pacers      | UCLA Bruins          |
| 19     | John Collins      | AG    | Stati Uniti         | Atlanta Hawks       | W.F. Dem. Deacons    |
| 20     | Harry Giles       | AG    | Stati Uniti         | Sacramento Kings    | Duke Blue Devils     |
| 21     | Terrance Ferguson | G     | Stati Uniti         | Oklahoma Thunder    | Adelaide 36ers       |
| 22     | Jarrett Allen     | C     | Stati Uniti         | Brooklyn Nets       | Texas Longhorns      |
| 23     | OG Anunoby        | A     | Nigeria Regno Unito | Toronto Raptors     | Indiana Hoosiers     |
| 24     | Tyler Lydon       | A     | Stati Uniti         | Denver Nuggets      | Syracuse Orange      |
| 25     | Anžejs Pasečņiks  | C     | Lettonia            | Philadelphia 76ers  | Gran Canaria         |
| 26     | Caleb Swanigan    | AG    | Stati Uniti         | Portland T. Blazers | Purdue Boilermakers  |
| 27     | Kyle Kuzma        | AG    | Stati Uniti         | L.A. Lakers         | Utah Utes            |
| 28     | Tony Bradley      | AC    | Stati Uniti         | Utah Jazz           | N. Carol. Tar Heels  |
| 29     | Derrick White     | P     | Stati Uniti         | San Antonio Spurs   | Colorado Buffaloes   |
| 30     | Josh Hart         | AP    | Stati Uniti         | L.A. Lakers         | Villanova Wildcats   |

## Giocatori scelti al 2º giro
| Scelta | Giocatore           | Ruolo | Nazionalità           | Squadra NBA        | Provenienza         |
| ------ | ------------------- | ----- | --------------------- | ------------------ | ------------------- |
| 31     | Frank Jackson       | PG    | Stati Uniti           | N.O. Pelicans      | Duke Blue Devils    |
| 32     | Davon Reed          | G     | Stati Uniti           | Phoenix Suns       | Miami Hurricanes    |
| 33     | Wesley Iwundu       | AG    | Stati Uniti           | Orlando Magic      | KSU Wildcats        |
| 34     | Frank Mason         | P     | Stati Uniti           | Sacramento Kings   | Kansas Jayhawks     |
| 35     | Ivan Rabb           | AG    | Stati Uniti           | Memphis Grizzlies  | Calif. G. Bears     |
| 36     | Jonah Bolden        | AG    | Australia             | Philadelphia 76ers | FMP Belgrado        |
| 37     | Semi Ojeleye        | AG    | Stati Uniti Nigeria   | Boston Celtics     | SMU Mustangs        |
| 38     | Jordan Bell         | AG    | Stati Uniti           | G.S. Warriors      | Oregon Ducks        |
| 39     | Jawun Evans         | PG/G  | Stati Uniti           | L.A. Clippers      | OSU Cowboys         |
| 40     | Dwayne Bacon        | G     | Stati Uniti           | Charlotte Hornets  | Fl. State Seminoles |
| 41     | Tyler Dorsey        | G     | Stati Uniti Grecia    | Atlanta Hawks      | Oregon Ducks        |
| 42     | Thomas Bryant       | AG/C  | Stati Uniti           | L.A. Lakers        | Indiana Hoosiers    |
| 43     | Isaiah Hartenstein  | AG    | Germania Stati Uniti  | Houston Rockets    | Žalgiris Kaunas     |
| 44     | Damyean Dotson      | G     | Stati Uniti           | N.Y. Knicks        | Houston Cougars     |
| 45     | Dillon Brooks       | AP    | Canada                | Memphis Grizzlies  | Oregon Ducks        |
| 46     | Sterling Brown      | G     | Stati Uniti           | Philadelphia 76ers | SMU Mustangs        |
| 47     | Ike Anigbogu        | AG/C  | Stati Uniti Nigeria   | Indiana Pacers     | UCLA Bruins         |
| 48     | Sindarius Thornwell | G     | Stati Uniti           | L.A. Clippers      | S.C. Gamecocks      |
| 49     | Vlatko Čančar       | AP    | Slovenia              | Denver Nuggets     | Mega Belgrado       |
| 50     | Mathias Lessort     | C     | Francia               | Philadelphia 76ers | Nanterre 92         |
| 51     | Monté Morris        | PG    | Stati Uniti Nigeria   | Denver Nuggets     | Iowa St. Cyclones   |
| 52     | Edmond Sumner       | PG    | Stati Uniti           | Indiana Pacers     | Xavier Musketeers   |
| 53     | Kadeem Allen        | G     | Stati Uniti           | Boston Celtics     | Arizona Wildcats    |
| 54     | Alec Peters         | AP    | Stati Uniti           | Phoenix Suns       | Valpo Beacons       |
| 55     | Nigel Williams-Goss | PG/G  | Stati Uniti           | Utah Jazz          | Gonzaga Bulldogs    |
| 56     | Jabari Bird         | G     | Stati Uniti           | Boston Celtics     | Calif. G. Bears     |
| 57     | Aleksandăr Vezenkov | AG    | Bulgaria Grecia Cipro | Brooklyn Nets      | Barcellona          |
| 58     | Ognjen Jaramaz      | P     | Serbia                | N.Y. Knicks        | Mega Belgrado       |
| 59     | Jaron Blossomgame   | AP    | Stati Uniti           | San Antonio Spurs  | Clemson Tigers      |
| 60     | Alpha Kaba          | AG    | Francia Guinea        | Atlanta Hawks      | Mega Belgrado       |